# Jackson National Life
Jackson National Life Insurance Company è una società statunitense che fornisce rendite per investitori al dettaglio e prodotti a reddito fisso per investitori istituzionali.

## Storia
Fondata nel 1961, Jackson ha sede a Lansing, in Michigan. Le controllate e affiliate di Jackson forniscono servizi specializzati di gestione patrimoniale e di intermediazione al dettaglio. Prima di essere scorporata nel 2021, Jackson era una filiale dell'assicuratore britannico Prudential PLC, che acquisì la società per 608 milioni di dollari nel 1986.